# نووسئوچی
نووسئوچی (بوسنیایی: Novoseoci) یک منطقهٔ مسکونی در بوسنی و هرزگوین است که در Sokolac Municipality واقع شده‌است.
پلیس بوسنی و هرزگوین روز چهارشنبه ۱۶ سپتامبر ۲۰۲۰ اعلام کرد ۹ نفر از صرب‌های بوسنی را به ظن دست داشتن در کشتار و آزار ده‌ها مسلمان بوسنیایی در جریان جنگ داخلی در طی سال ۱۹۹۲ تا ۱۹۹۵ بازداشت کرده‌است. هفت تن از این افراد اعضای «قرارگاه بحران» صرب‌ها در شهرک سوکولاچ در روز ۲۲ سپتامبر ۱۹۹۲, ۴۴ مرد مسلمان بوسنیایی را در دهکده «نووسئوچی» به قتل رسانده و زنان و کودکان روستا را به سارایوو تاراندند. این افراد سپس مسجد روستا را منفجر کرده و آوارهای آن را بر روی اجساد قربانیان خود ریختند. در میان اجسادی که بعدها پیدا شد پیکر پسرهای نوجوان و یک زن نیز دیده می‌شد.